# Éric Faury
Pour les articles homonymes, voir Faury.
 (janvier 2017).
Si vous disposez d'ouvrages ou d'articles de référence ou si vous connaissez des sites web de qualité traitant du thème abordé ici, merci de compléter l'article en donnant les références utiles à sa vérifiabilité et en les liant à la section « Notes et références ».
Éric Faury (de son vrai nom Éric Merkès) est un artiste lyrique et metteur en scène français né le 1er mai 1961 à Talence (Gironde).

## Biographie
Éric Faury appartient à la jeune génération d'interprètes lyriques francophones œuvrant pour l'opérette depuis quelques années. Il est originaire de Bordeaux, qui, de tous temps, fut le berceau de belles voix. Il est né dans une famille d'artistes, par son père, il est le neveu de Marcel Merkès et par sa mère, il est le neveu de Paulette Merval et de Rolande Riffaud mariée au baryton Gérard Boireau, directeur du Grand-Théâtre de Bordeaux, de 1969 à 1989.
Au Grand-Théâtre, un des plus beaux théâtres de France réalisé par l'Architecte Victor Louis, un ami du cardinal de Richelieu, cet artiste en herbe est réellement chez lui. Il furète partout. On le voit non seulement dans la salle mais aussi derrière le rideau baissé, en coulisses, dans les loges... 
Ses professeurs sont, la soprano Monique de Pondeau pour le chant et le ténor André Dran pour l'art lyrique. 
Des études sérieuses lui permettent de décrocher ses prix dans les deux disciplines étudiées, en 1985. Doté d'une solide voix de baryton-Martin, il monte sur scène, pour la première fois, en 1986, à Bordeaux, dans le rôle d'Ange Pitou de l'Opéra-Comique, La Fille de madame Angot.
En septembre 1986, il est admis à l'école chant à l'Opéra de Paris, dans la classe de Michel Sénéchal, mais, il n'y demeure qu'un an et revient à ses premières amours : l'opérette. En 1987, Raymond Duffaut, directeur de l'opéra d'Avignon et des Pays de Vaucluse, lui propose le rôle de Maurice de Fonségur dans Rêve de valse. 
Mais, sa  carrière prend un véritable tournant le 30 janvier 1989 sur les bords de la Gironde. Son oncle Gérard Boireau, l'a mis à l’affiche, ce jour-là, dans Rêve de valse aux côtés de Françoise Petro, Lisa Lévy, Maria Murano, Christian Asse et Jean-Claude Corbel. L'essai est concluant. Depuis, il va de succès en succès sur la plupart des scènes française et internationales. 
À ce jour, plus de 1200 représentations sont à son actif et son répertoire se compose d'une soixantaine d'ouvrages où l'opérette est omniprésente :
- L'opérette à grand spectacle comme Rose-Marie, Violettes impériales, Rose de Noël, La Toison d'Or, L'Auberge du Cheval-Blanc, Le Chant du désert, Balalaïka...
- L'opérette classique et l'opéra-comique : Les Mousquetaires au Couvent, La Fille du tambour-major, La Fille de madame Angot, Les Cloches de Corneville, La Mascotte, La Vie parisienne, Coups de Roulis...
- L'opérette viennoise : Rêve de valse, Princesse Czardas, Le Tzarevitch, Le Pays du Sourire, La Veuve joyeuse, Valse de Vienne, Comtesse Maritza, Rose de Noël, Vienne chante et danse...

Ce dernier ouvrage sera repris, en 2001, dans une nouvelle production de l'Opéra de Bordeaux, dont la mise en scène était signée par Éric Faury. 
Il a mis en scène une grande partie du répertoire d'opérette dans tous les plus grands opéras et théâtres de France (Bordeaux, Toulon, Avignon, Limoges, Marseille, Dijon, Tourcoing, Lyon...
Il interprète souvent les barytons d'opéras Français. En juillet 1992, il a interprété le rôle de Morales dans Carmen aux Chorégies d'Orange, avec Barbara Hendricks. À Bordeaux et à Avignon, il est paru dans Manon, à Saint-Étienne dans Sapho et à Toulon dans Lakmé. Il participe aux plus grandes tournées d'opéras.
En 1997, il réalisa la mise en scène de la nouvelle Douchka de Charles Aznavour et Georges Garvarentz dont la production tourne actuellement encore en France.
Il participé à des dizaines d'émissions de télévision, notamment chez Pascal Sevran pour La chance aux chansons.
Il mène sa carrière de chanteur et de metteur en scène jusqu'en 2008. 
Il y met un terme en 2008, pour ce mieux se consacrer à sa famille. Depuis, il vit dans la région de Barcelone en Espagne.
En 2011, il crée INMA STRATMARKETING, un institut Européen de sondages d'opinions et d'analyses dans le secteur du marketing. Basés sur les avis des consommateurs, des trophées sont alors décernés aux meilleures marques et aux meilleures enseignes de la distribution.

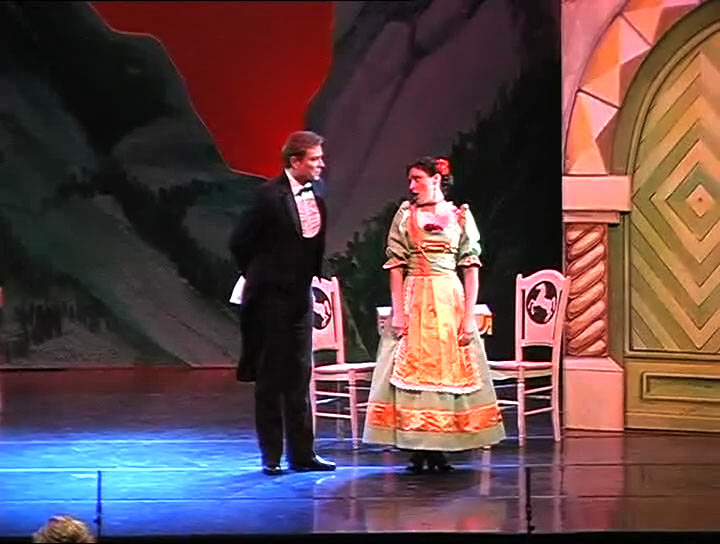
L'Auberge du Cheval-Blanc, Lyon 2007
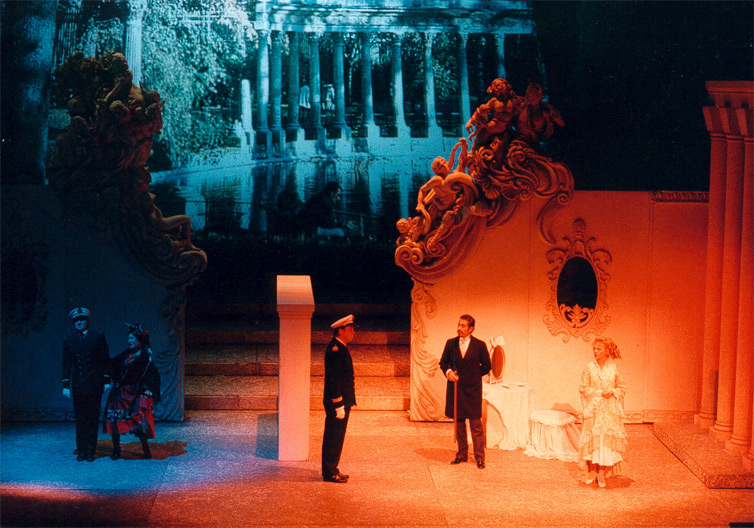
La comédie musicale Douchka

## Note
1. ↑  Jean-Blaise Martin (Paris 1768 - Rouzières 1837), baryton de l'Opéra-Comique de Paris qui, avec aisance, atteignait des notes aiguës pour ténor. Il a laissé son nom à un emploi pour chanteur lyrique : le baryton-Martin, à la voix située dans le registre médian. Cette voix est caractérisée par un timbre clair, une tessiture assez haute et une aisance dans l'aigu.
2. ↑  site stratmarketing.es

## Discographie
- Opérette pour un soir, vol. 1
- Opérette pour un soir, vol. 2
- Cent ans d'opérette
- Sapho (Charles Gounod)
- Seul